# Kathleen York

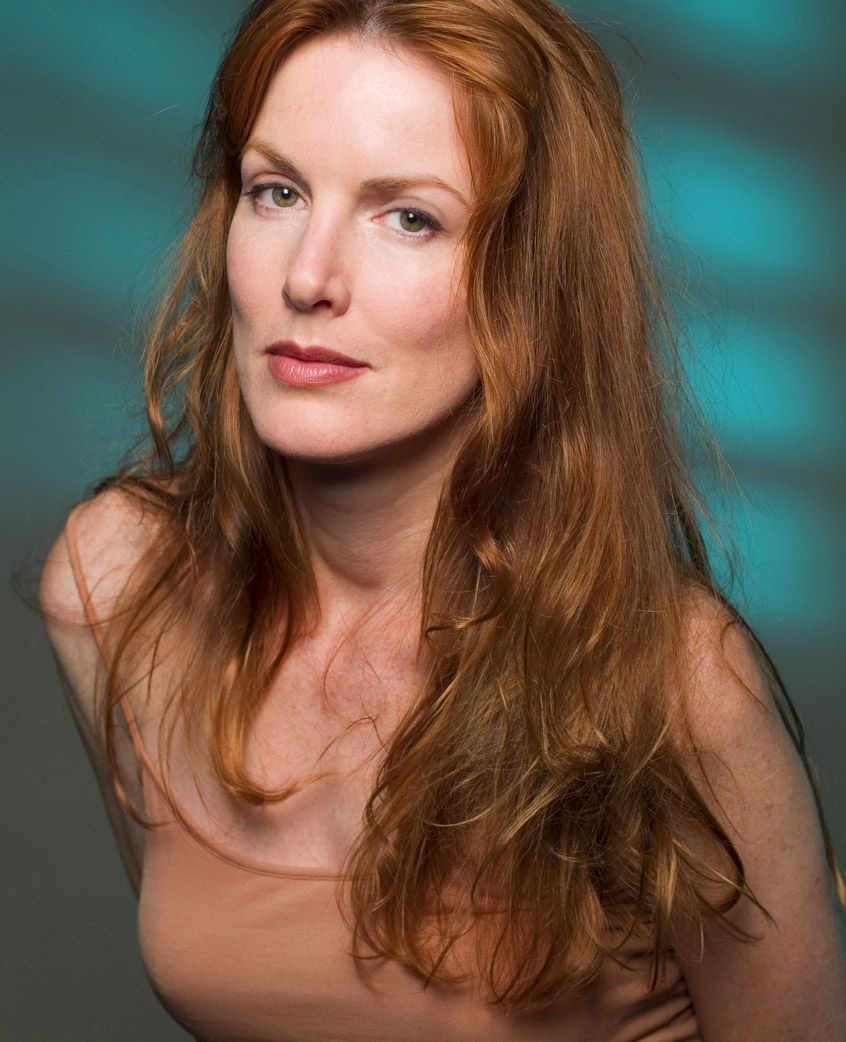
Kathleen York

Kathleen „Bird“ York (* 11. Mai 1975 in Los Angeles, Kalifornien) ist eine US-amerikanische Schauspielerin, Sängerin und Songwriterin.

## Karriere
Kathleen York hatte Rollen in zahlreichen Fernsehserien wie zum Beispiel Dallas, The West Wing, O.C., California, Dr. House, Desperate Housewives oder CSI: Miami. 2007 spielte sie im Horror-Psychothriller Sublime – neben Thomas Cavanagh und Paget Brewster – die Rolle der Jenny.
York wurde 2006 für ihren Filmsong In The Deep zum Drama L.A. Crash (2004) für den Oscar in der Kategorie Bester Song nominiert. Zudem hatte sie im Film eine Rolle und sang den Song live während der Oscarverleihung.

## Diskografie (als Bird York)
Alben
- 1999: Bird York
- 2003: The Velvet Hour
- 2006: Wicked Little High (Wiederveröffentlichung von The Velvet Hour)

EPs
- 2008: Have No Fear

Singles
- 2004: In The Deep
- 2006: Had a Dream
- 2007: Go With It
- 2007: George's Escape
- 2011: Let It Snow

## Filmografie (Auswahl)
- 1984: Protocol
- 1984–1985: Dallas (Fernsehserie, 10 Episoden)
- 1985: Not My Kid (Fernsehfilm)
- 1985: Our Family Honor (Fernsehserie, 1 Episode)
- 1985: This Child Is Mine (Fernsehfilm)
- 1985: Chase (Fernsehfilm)
- 1986: Simon & Simon (Fernsehserie, 1 Episode)
- 1986: Thompson's Last Run (Fernsehfilm)
- 1987: Alamo – 13 Tage bis zum Sieg (The Alamo: Thirteen Days to Glory, Fernsehfilm)
- 1987: Winners Take All
- 1988: Aaron's Way: The Harvest (Fernsehfilm)
- 1988: Aaron's Way (Fernsehserie, 14 Episoden)
- 1989: Lebensmüde leben länger (Checking Out)
- 1989: Cold Feet
- 1989: Tales from the Crypt (Fernsehserie, 1 Episode)
- 1990: Flashback
- 1990: I Love You to Death
- 1991: Das Herz einer Amazone (Wild Hearts Can't Be Broken)
- 1991: Veronica Clare (Fernsehserie, 1 Episode)
- 1992: Darkman (Fernsehfilm)
- 1993: Key West (Fernsehserie, 1 Episode)
- 1993: Love, Lies & Lullabies (Fernsehfilm)
- 1993: Nightmare Lover
- 1994: Alles schön und Recht (Sweet Justice, Fernsehserie, 1 Episode)
- 1995: Naomi & Wynonna: Love Can Build a Bridge (Fernsehfilm)
- 1995–1996: Murder One (Fernsehserie, 3 Episoden)
- 1996: Blutige Macht – So wahr uns Mord helfe (A Season in Purgatory, Fernsehfilm)
- 1996: Cries of Silence
- 1996: Das Ende der Nacht (Nightjohn, Fernsehfilm)
- 1997: The Player (Fernsehfilm)
- 1997: To Dance with Olivia (Fernsehfilm)
- 1997: Im Dschungel gefangen (Dead Men Can't Dance)
- 1997: Northern Lights (Fernsehfilm)
- 1998: Icebergs: The Secret Life of a Refrigerator (Fernsehfilm)
- 1998: Practice – Die Anwälte (The Practice, Fernsehserie, 1 Episode)
- 1998–1999: Vengeance Unlimited (Fernsehserie, 16 Episoden)
- 2000–2006: The West Wing – Im Zentrum der Macht (The West Wing, Fernsehserie, 15 Episoden)
- 2001: Frauenpower (Family Law, Fernsehserie, 1 Episode)
- 2001: The Big Day
- 2001: Lass es, Larry! (Curb Your Enthusiasm, Fernsehserie, 1 Episode)
- 2002: Philly (Fernsehserie, 1 Episode)
- 2002: For the People (Fernsehserie, 1 Episode)
- 2002: The Guardian – Retter mit Herz (The Guardian, Fernsehserie, 1 Episode)
- 2003: Kate Fox & die Liebe (Miss Match, Fernsehserie, 1 Episode)
- 2004: L.A. Crash (Crash)
- 2004–2005: O.C., California (The O.C., Fernsehserie, 4 Episoden)
- 2005: Soccer Moms (Fernsehfilm)
- 2005: Wild Card (Fernsehserie, 1 Episode)
- 2006: A House Divided (Fernsehfilm)
- 2006: In Justice (Fernsehserie, 1 Episode)
- 2006: Malcolm mittendrin (Malcolm in the Middle, Fernsehserie, 1 Episode)
- 2006: Fatal Desire (Fernsehfilm)
- 2006–2007: Desperate Housewives (Fernsehserie, 3 Episoden)
- 2007: Sublime
- 2007: Navy CIS (NCIS, Fernsehserie, 1 Episode)
- 2007: Dr. House (House, Fernsehserie, 1 Episode)
- 2007: Ghost Whisperer – Stimmen aus dem Jenseits (Ghost Whisperer, Fernsehserie, 1 Episode)
- 2007: Shark (Fernsehserie, 1 Episode)
- 2008: Ball Don't Lie
- 2008: Front of the Class (Fernsehfilm)
- 2009: CSI: Den Tätern auf der Spur (CSI: Crime Scene Investigation, Fernsehserie, 1 Episode)
- 2009: CSI: Miami (Fernsehserie, 1 Episode)
- 2010: The Glades (Fernsehserie, 1 Episode)
- 2010: Chase (Fernsehserie, 1 Episode)
- 2010: Footsteps
- 2011: Body of Proof (Fernsehserie, 1 Episode)
- 2012: The Client List (Fernsehserie, 8 Episoden)
- 2014: Nightcrawler – Jede Nacht hat ihren Preis (Nightcrawler)
- 2019–2022: In the Dark (Fernsehserie)
- 2020: How to Get Away with Murder (Fernsehserie, 5 Episoden)
- 2022: Das Vermächtnis von Montezuma (National Treasure: Edge of History, Fernsehserie)